# Adélaïde Coudère
Adélaïde Coudère of Adélaïde Couderé (Brugge, 1829 - Luik, 1918) was een Belgisch industrieel en oprichter van een Luiks rubberbedrijf.

## Biografie
Coudère werd geboren in een burgerlijk gezin in Brugge. Ze huwde met Oscar Englebert (1837-1912). Het echtpaar ging in Luik gaan wonen nadat Englebert er naar een legergarnizoen werd gestuurd. Ze leefden in financieel precaire omstandigheden en ze zocht een weg naar financiële standvastigheid. Ze startte een kantoorboekhandel in Luik. Ze verkocht gummen en andere rubberen artikelen, producten die toen een noviteit waren.
De rubberproducten waren een succes en het echtpaar besloot zich uitsluitend aan het verkoop van rubberproducten te wijden. Het rubber werd aangeleverd door het Duitse bedrijf Continental Caoutchouc en Guttapercha uit Hannover, de toekomstige Continental AG. In 1872 openden ze een tweede winkel in de Universiteitsstraat in de wijk Vennes in Luik. Haar man fabriceerde waterdichte stoffen voor de productie van kledij. In 1877 openden ze een rubberfabriek en diversifieerden hun producten. Het was ook het hoofdkantoor van de rubberfabriek Englebert, die wereldwijd succes zou boeken als bandenbedrijf onder de naam Uniroyal Englebert. Het bedrijf kampte echter met financiële problemen. 
Door de gezondheidsproblemen van haar echtgenoot leidde Coudère het bedrijf alleen vanaf 1892. Ze transformeerde het bedrijf in 'O. Englebert Fils et Cie', een commanditaire vennootschap op aandelen, en liet haar zoon Oscar het bedrijf aansturen. O. Englebert Fils et Cie had 250 werknemers in dienst, waarvan één derde vrouwen, en beschikte over een kapitaal van 650.000 frank. Na 1892 breidde het productassortiment uit met de productie van fietsbanden. In 1898 kwam daar de productie van autobanden bij. Anno 1920 telde de fabriek in Luik ongeveer 3.000 werknemers.
Coudère overleed in 1918.  

## Eerbetoon
Zij werd onderscheiden met de Leopoldsorde. In Sclessin werd er een straat naar haar vernoemd.